# Copa Mundial de Fútbol Americano de 2003
La Copa Mundial de Fútbol americano de 2003 fue el segundo campeonato mundial de fútbol americano disputado en Alemania. Los estadios sede fueron el Herbert Dröse Stadion y el Berliner Strasse Stadion. El título fue para Japón mientras que Estados Unidos no participó al igual que en la edición pasada del torneo.

## Países participantes
- México
- Japón
- Alemania
- Francia

## Fases
|  | Semifinales         | Semifinales         |    |                     | Final               | Final |  |
|  |                     |                     |    |                     |                     |       |  |
|  |                     |                     |    |                     |                     |       |  |
|  | 10 de julio de 2003 |                     |    |                     |                     |       |  |
|  | Japón               | 23                  |    |                     |                     |       |  |
|  | Francia             | 6                   |    |                     |                     |       |  |
|  |                     |                     |    |                     |                     |       |  |
|  |                     |                     |    |                     | 12 de julio de 2003 |       |  |
|  |                     |                     |    |                     | Japón               | 34    |  |
|  |                     | México              | 14 |                     |                     |       |  |
|  |                     |                     |    |                     |                     |       |  |
|  |                     |                     |    |                     |                     |       |  |
|  |                     |                     |    |                     | Tercer Puesto       |       |  |
|  | 10 de julio de 2003 | 10 de julio de 2003 |    | 12 de julio de 2003 | 12 de julio de 2003 |       |  |
|  | México              | 21                  |    | Alemania            | 36                  |       |  |
|  | Alemania            | 17                  |    |                     | Francia             | 7     |  |

| Campeón Mundial de Fútbol Americano 2003 |
| ---------------------------------------- |
| JAPÓN Segundo título                     |

- Datos: Q1187540